# Poulet aux prunes (film)
Pour l’article homonyme, voir Poulet aux prunes.
Pour plus de détails, voir Fiche technique et Distribution.
Poulet aux prunes est un film français réalisé par Marjane Satrapi et Vincent Paronnaud sorti en 2011, adapté de la bande dessinée homonyme de Marjane Satrapi.

## Synopsis
L'histoire se passe à Téhéran en 1958. Depuis que son violon tant aimé a été brisé, Nasser Ali Khan, un des plus célèbres musiciens de son époque, a perdu le goût de vivre. Ne trouvant aucun instrument digne de le remplacer, il décide de se mettre au lit et d'attendre la mort. En espérant qu'elle vienne, il s'enfonce dans de profondes rêveries aussi mélancoliques que joyeuses, qui, tout à la fois, le ramènent à sa jeunesse, le conduisent à parler à Azraël, l'ange de la mort, et nous révèlent l'avenir de ses enfants... Au fur et à mesure que s'assemblent les pièces de ce puzzle, apparaît le secret bouleversant de sa vie : une magnifique histoire d'amour qui a nourri son génie et sa musique...

## Fiche technique
- Réalisation : Marjane Satrapi et Vincent Paronnaud
- Scénario et dialogues : Marjane Satrapi et Vincent Paronnaud, d'après la bande dessinée Poulet aux prunes
- Photographie : Christophe Beaucarne
- Musique : Olivier Bernet
- Montage : Stéphane Roche
- Décors : Udo Kramer
- Son : Gilles Laurent
- Costumes : Madeline Fontaine
- Sociétés de production : Celluloid Dreams Productions, Studio 37 (coproduction), Cinémage 5 (en association avec)
- Société de distribution : Le Pacte
- Pays d'origine :  France,  Allemagne,  Belgique
- Durée : 91 min
- Dates de sortie : 
  -  Italie : 3 septembre 2011 (Mostra de Venise)
  -  France : 26 octobre 2011

## Distribution
- Mathieu Amalric : Nasser Ali Khan
- Édouard Baer : Azraël, l'ange de la mort et narrateur
- Maria de Medeiros : Faringuisse, l'épouse de Nasser Ali, professeur de mathématiques
- Golshifteh Farahani : Irâne, l'amour de Nasser Ali
- Éric Caravaca : Abdi, le frère cadet de Nasser Ali
- Chiara Mastroianni : Lili
- Didier Flamand : le maître de musique
- Serge Avédikian : le père d'Irâne
- Rona Hartner : Soudabeh, l'épouse d'Abdi
- Jamel Debbouze : Houshang, le commerçant / le mendiant
- Isabella Rossellini : Parvine, la mère de Nasser Ali et d'Abdi
- Frédéric Saurel : Mirza
- Jaouen Gouévic : le petit-fils d'Irâne